# Toronto Film Critics Association Awards 2019
23. ročník předávání cen asociace Toronto Film Critics Association se konal dne 8. prosince 2019.

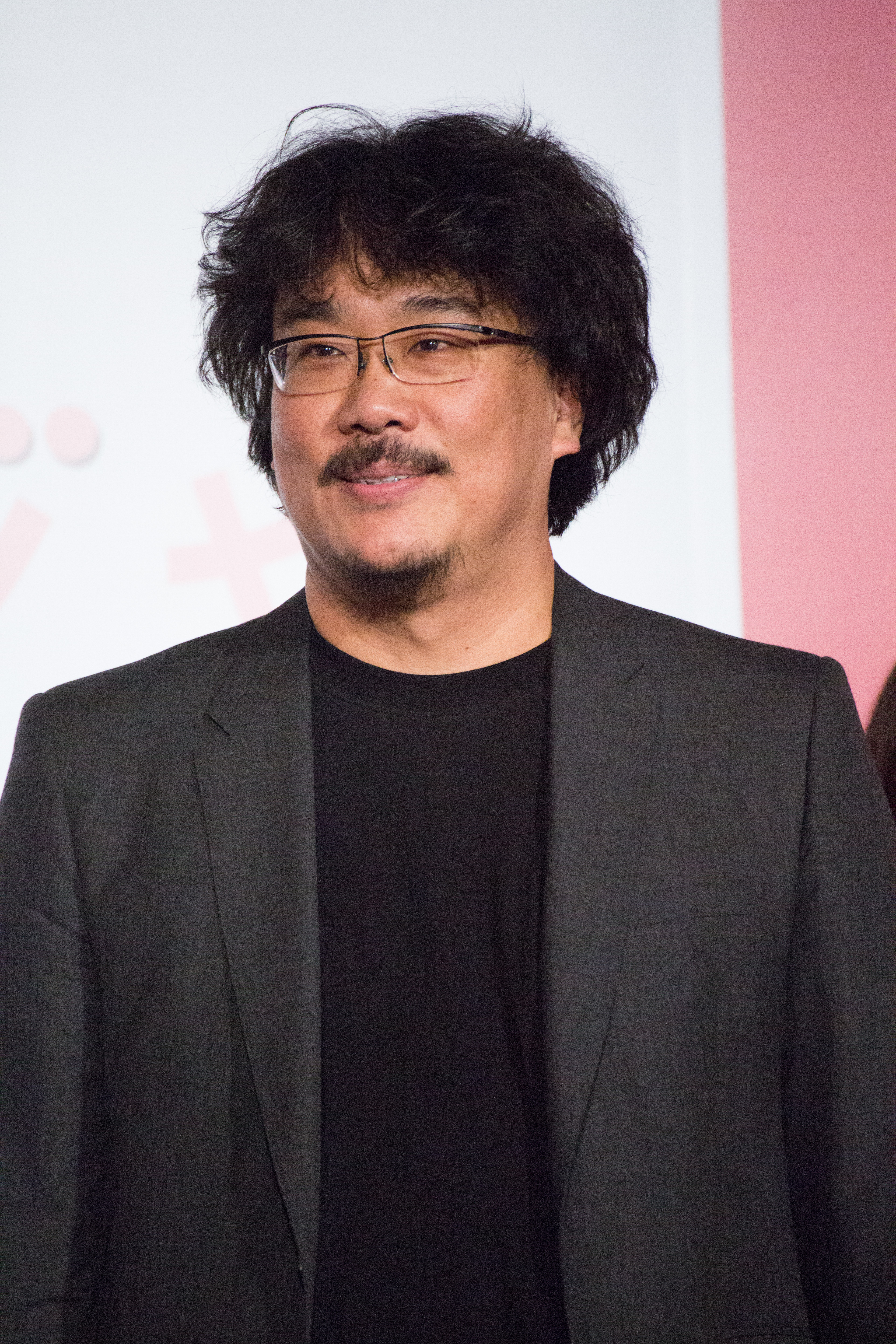
Pon Džun-ho, vítěz v kategoriích nejlepší režisér a nejlepší scenárista za film Parazit

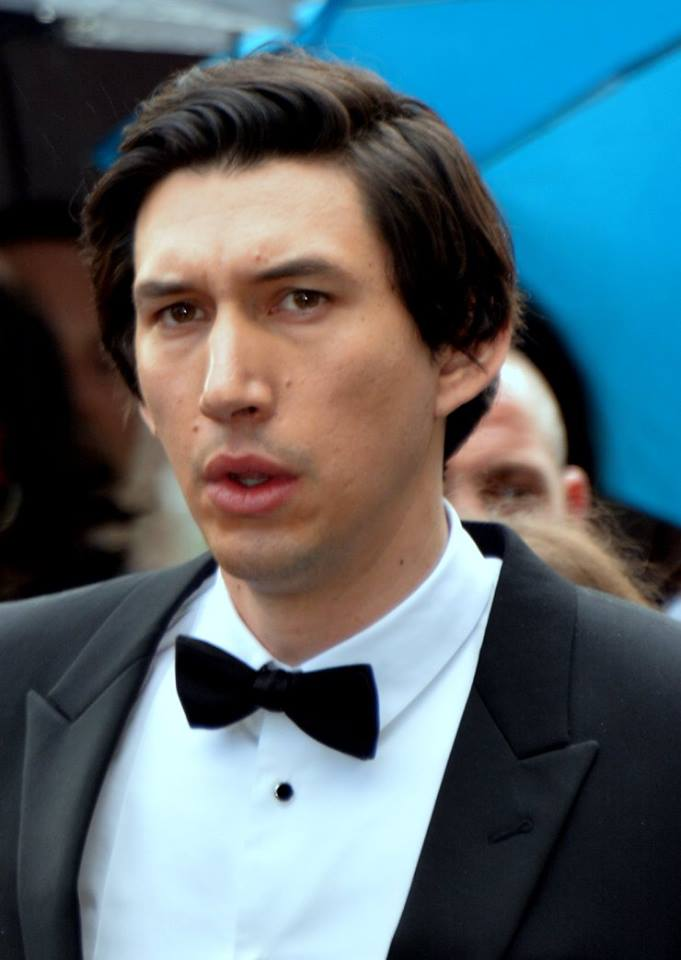
Adam Driver, vítěz v kategorii nejlepší mužský herecký výkon v hlavní roli za výkon ve filmu Manželská historie

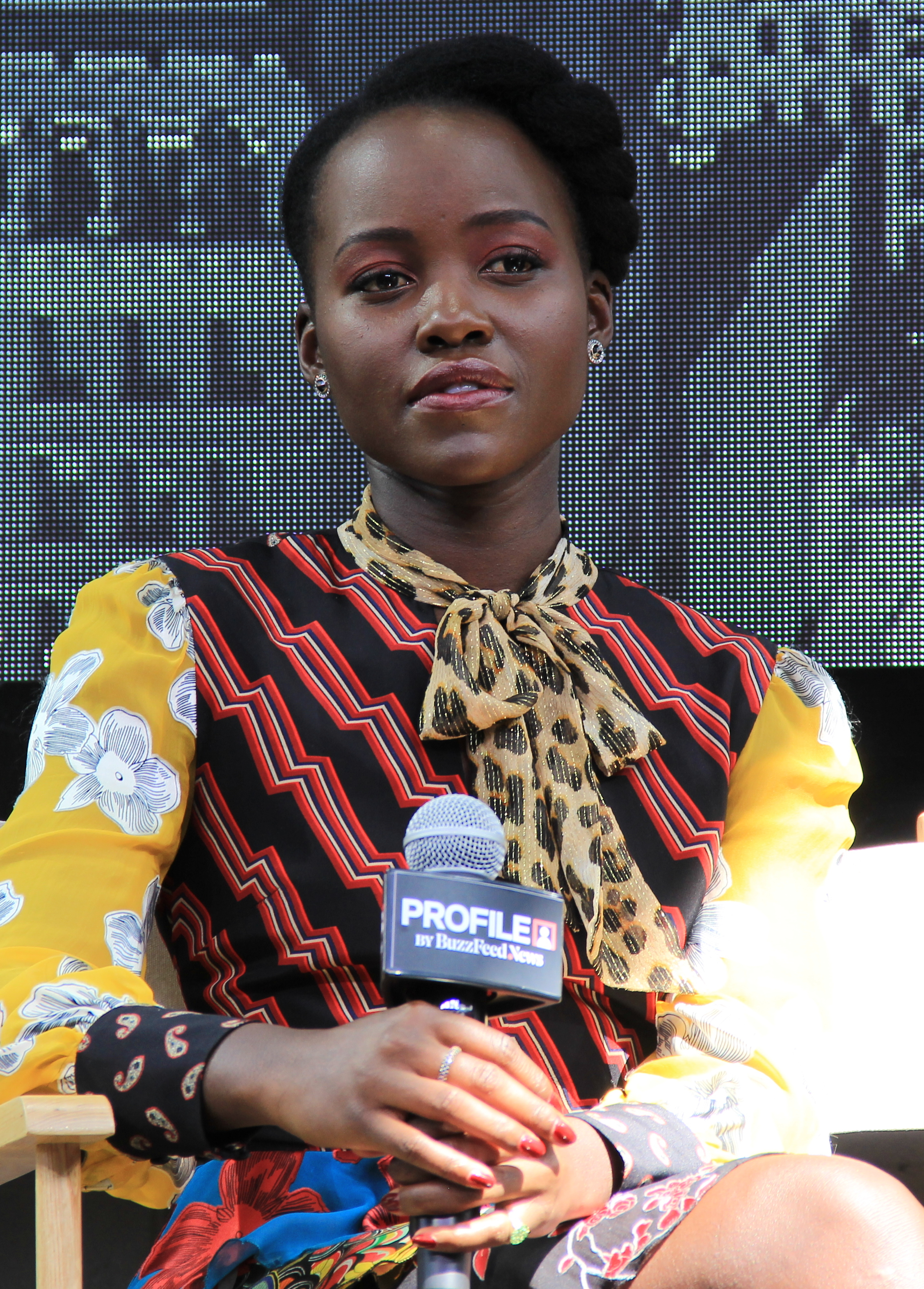
Lupita Nyong'o, vítězka v kategorii nejlepší ženský herecký výkon v hlavní roli za výkon ve filmu My

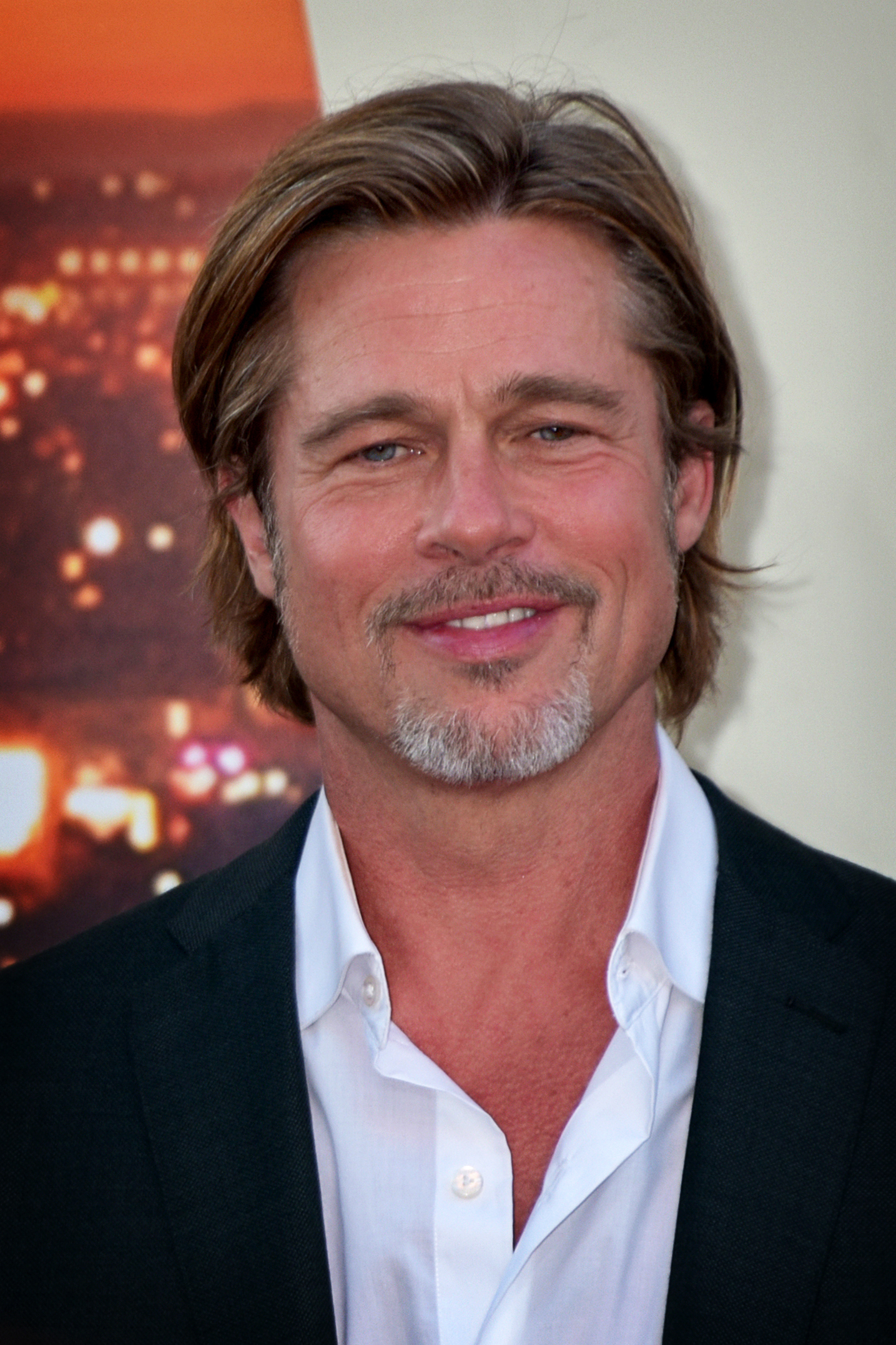
Brad Pitt, vítěz v kategorii nejlepší mužský herecký výkon ve vedlejší roli za výkon ve filmu Tenkrát v Hollywoodu

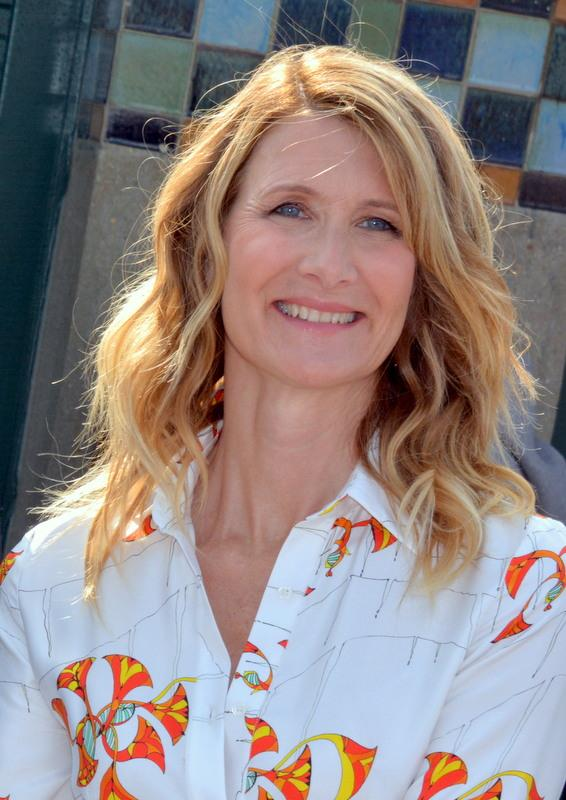
Laura Dern, vítězka v kategorii nejlepší ženský herecký výkon ve vedlejší roli za výkon ve filmu Manželská historie

## Vítězové a nominovaní

### Nejlepší film
Parazit
- Manželská historie
- Irčan

### Nejlepší režisér
Pon Džun-ho – Parazit
- Noah Baumbach – Manželská historie
- Martin Scorsese – Irčan

### Nejlepší scénář
Steven Zaillian – Irčan
- Pon Džun-ho – Parazit
- Noah Baumbach – Manželská historie

### Nejlepší herec v hlavní roli
Adam Driver jako Charlie Barber – Manželská historie
- Adam Sandler jako Howard Ratner – Drahokam
- Antonio Banderas jako Salvador Mallo – Bolest a sláva

### Nejlepší herečka v hlavní roli
Lupita Nyong'o jako Adelaide Wilson / Red – My
- Scarlett Johansson jako Nicole Barber – Manželská historie
- Renée Zellweger jako Judy Garland – Judy

### Nejlepší herec ve vedlejší roli
Brad Pitt jako Cliff Booth – Tenkrát v Hollywoodu
- Willem Dafoe jako Thomas Wake – Maják
- Joe Pesci jako Russell Bufalino – Irčan

### Nejlepší herečka ve vedlejší roli
Laura Dern jako Nora Fanshaw – Manželská historie
- Julia Fox jako Julia – Drahokam
- Florence Pughová jako Amy March – Malé ženy

### Nejlepší dokument
Americká továrna
- Apollo 11
- The Cave

### Nejlepší cizojazyčný film
Parazit (Jižní Korea)
- Bolest a sláva (Španělsko)
- Portrét dívky v plamenech (Francie)

### Nejlepší animovaný film
Hledá se Yetti
- Ledové království II
- Jak vycvičit draka 3
- Toy Story 4: Příběh hraček

### Nejlepší první film
Olivia Wildeová – Šprtky to chtěj taky
- Mati Diop – Atlantique
- Melina Matsoukas – Queen & Slim

### Nejlepší kanadský film
Kathleen Hepburn a Elle-Máijá Tailfeathers – The Body Remembers When the World Broken Open
- Sophie Deraspe – Antigone
- Jasmin Mozaffari – Petardy